# Drepanopsis pacificus
Drepanopsis pacificus är en kräftdjursart som beskrevs av Brodsky 1950. Drepanopsis pacificus ingår i släktet Drepanopsis och familjen Clausocalanidae. Inga underarter finns listade i Catalogue of Life.